# Megyeri Dezső
Megyeri Dezső; Jámbor (Pest, 1857. március 5. – Budapest, 1913. október 14.) színész, rendező, színházigazgató, színműíró.

## Életútja
Jámbor László királyi uradalmi főügyész és Weil Klára fia. Középiskoláit Pesten a református főgimnasiumban végezte, majd két évig a budapesti egyetem hallgatója volt; e mellett a budapesti nemzeti zenedében és Zeneakadémián zeneelméleti és zongora-tanulmányait is elvégezte. 1877. október 13-án színésszé lett Nagykőrösön Szuper Károly társulatánál. Két évig volt kisebb-nagyobb színtársulatoknál (Kecskemét, Székesfehérvár, Szeged). 1884. októberben szerződtették mint elsőrendű szalonkomikust a Kolozsvári Nemzeti Színházhoz, ahol csakhamar rendező, 1896-ban pedig az intézet igazgatója lett. 1898-ban elhagyta Kolozsvárt és Budapesten szerződtették előbb a Vígszínházhoz, majd a Népszínházhoz. Ez utóbbinál mint főrendező működött. 1901. áprilisban Széll Kálmán belügyminiszter négy évi szerződéssel a Kolozsvári Nemzeti Színház igazgatójává nevezte ki. 1892-ben a budapesti Nemzeti Színházban is vendégszerepelt. 1893 nyarán a Városligeti Színkör művezetője volt, 1896-től 1898-ig Ditrói Mór után a Kolozsvári Nemzeti Színházat vezette. 1905 áprilisában főrendezőnek nevezték ki a Magyar Színházhoz, 1906. december 11-étől a Népszínházat igazgatta. 1910. január 1-jén vonult nyugdíjba.

## Eredeti színművei
- Katonás kisasszony, operette 3 felv. (szövegét és zenéjét írta; előadták először a budapesti népszinházban 1891. decz. 30.)
- Az első per, vígj. 3 felv. (a kolozsvári nemzeti szinházban 1892. okt.)
- Özvegy kisasszony, énekes bohózat 3 felv., (szövegét és zenéjét írta, Budapesten a városi szinkörben 1894. jún.)
- Az ötödik pont, operette 3 felv. (zenéjét és szövegét írta, a budapesti népszinházban 1894. dec. 16.)

## Fordított színművei
- Czigány báró, Strausz operetteje, (Kolozsvárt 1886. márc.)
- Első szerelem, Wilbrandt vígjátéka (Uo. 1887. febr.)
- A tragédia, Wilbrandt vígjátéka (Uo. 1887. febr. szept.)
- Hulló csillag, Moser vígjátéka (Uo. 1888. szept.)
- Trutz és Putz, Hudson (angol) bohózata (a budapesti népszinházban 1889. jan.)
- Jabuka vagy az almaszüret, Strausz operetteje (a budapesti népszinházban 1895. febr.)